# Hryhoriwka (rejon zaporoski)
Hryhoriwka (ukr. Григорівка) – wieś na Ukrainie, w obwodzie zaporoskim, w rejonie zaporoskim, w hromadzie Nowoołeksandriwka. W 2001 liczyła 1205 mieszkańców, spośród których 1085 wskazało jako ojczysty język ukraiński, 112 rosyjski, 2 białoruski, a 6 osób się nie zadeklarowało.